# Агонсільйо
Агонсільйо (ісп. Agoncillo) — муніципалітет в Іспанії, у складі автономної спільноти Ла-Ріоха. Населення — 1191 осіб (2009).
Муніципалітет розташований на відстані близько 260 км на північний схід від Мадрида, 12 км на схід від Логроньйо.

## Демографія
Динаміка населення (INE ):

## Галерея зображень

Розташування муніципалітету
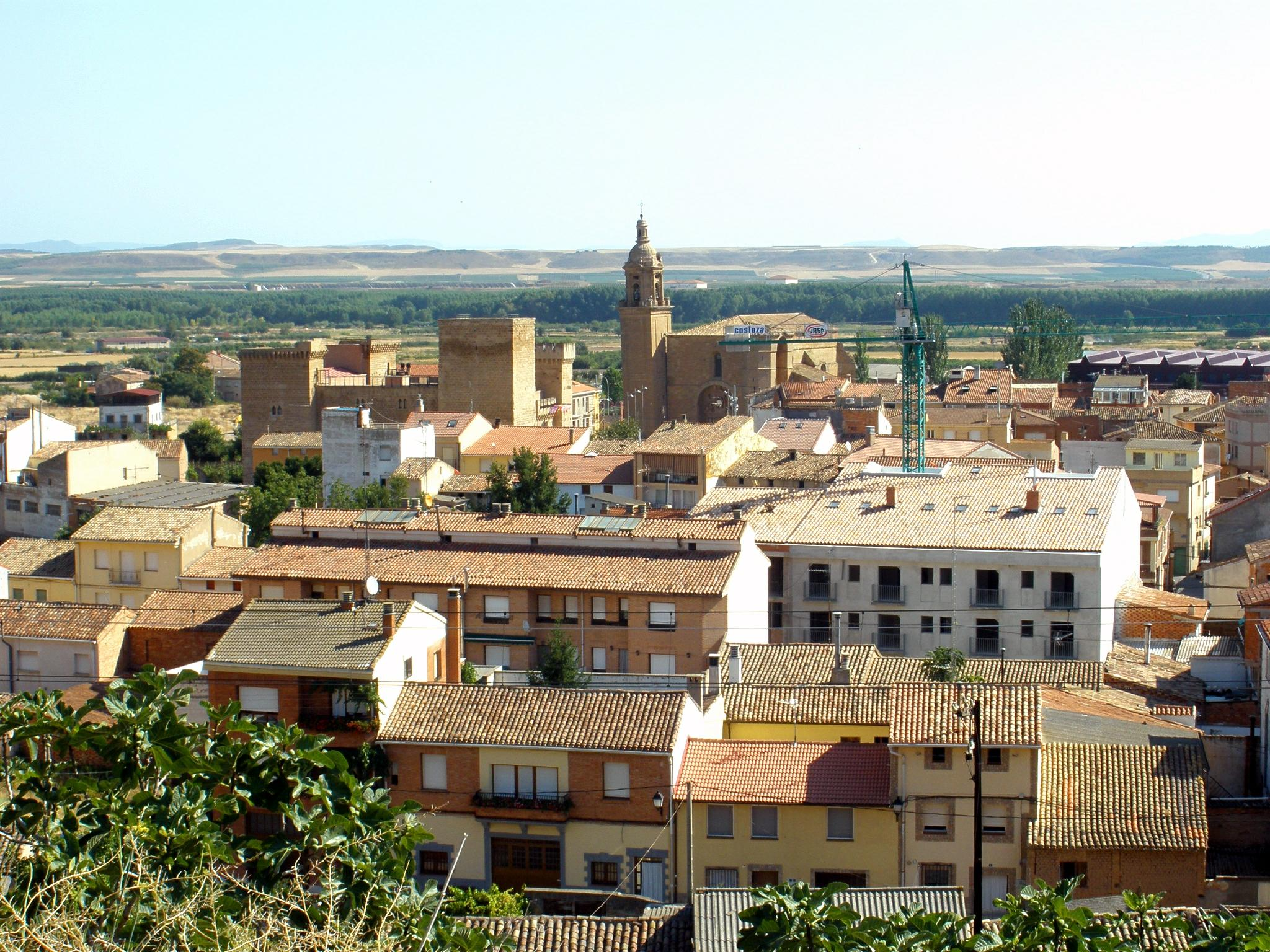
Агонсільйо
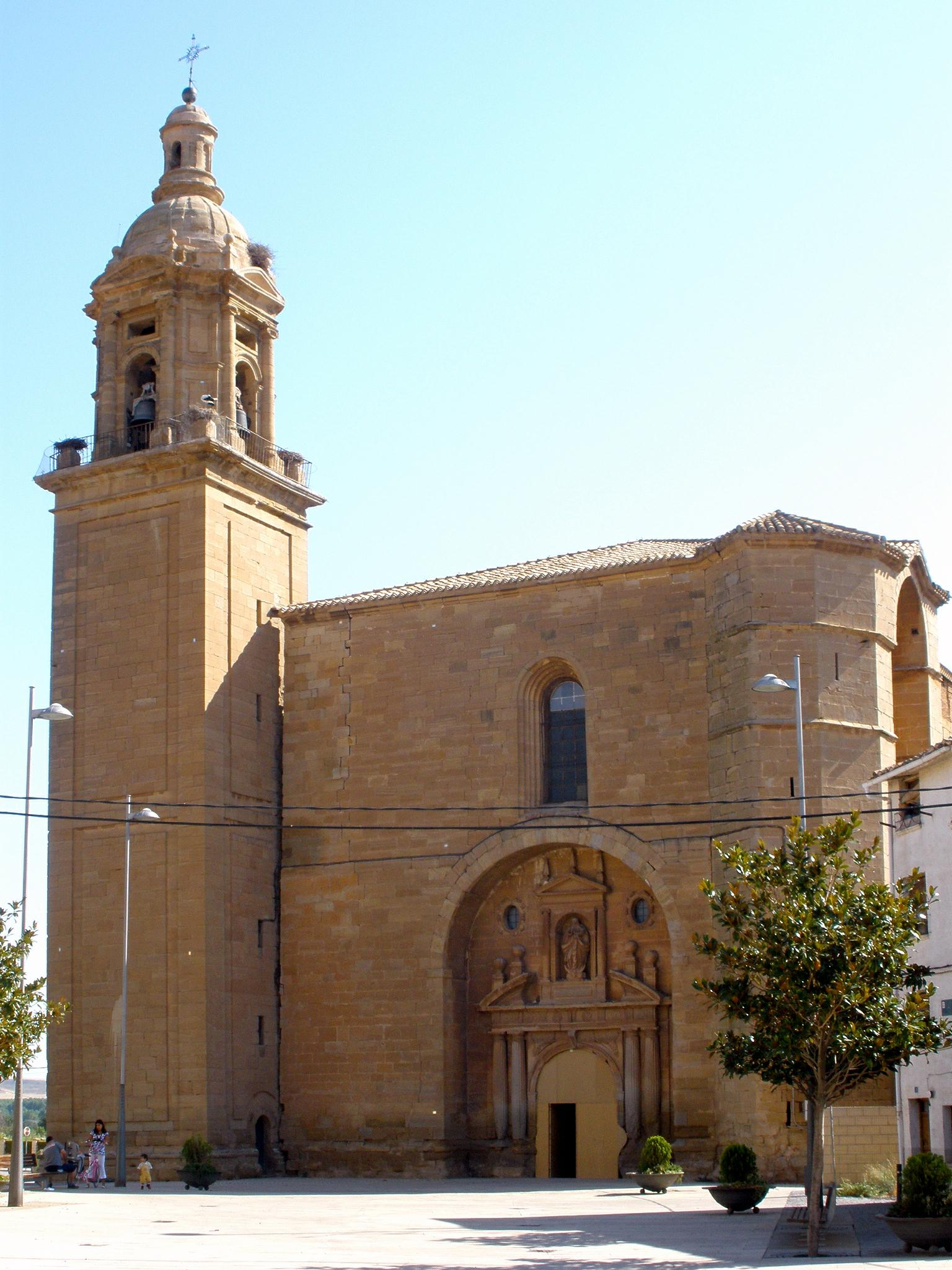
Парафіяльна церква Нуестра-Сеньйора-ла-Бланка